# Лорак-ан-Виваре
Лора́к-ан-Виваре́ (фр. Laurac-en-Vivarais, окс. Laurac) — коммуна во Франции, находится в регионе Рона — Альпы. Департамент коммуны — Ардеш. Входит в состав кантона Ларжантьер. Округ коммуны — Ларжантьер.
Код INSEE коммуны — 07134.

## Население
Население коммуны на 2008 год составляло 887 человек.
| 1962 | 1968 | 1975 | 1982 | 1990 | 1999 | 2008 |
| ---- | ---- | ---- | ---- | ---- | ---- | ---- |
| 660  | 802  | 763  | 797  | 789  | 784  | 887  |

## Экономика
В 2007 году среди 496 человек в трудоспособном возрасте (15—64 лет) 357 были экономически активными, 139 — неактивными (показатель активности — 72,0 %, в 1999 году было 69,2 %). Из 357 активных работали 325 человек (168 мужчин и 157 женщин), безработных было 32 (14 мужчин и 18 женщин). Среди 139 неактивных 33 человека были учениками или студентами, 63 — пенсионерами, 43 были неактивными по другим причинам.

## Фотогалерея

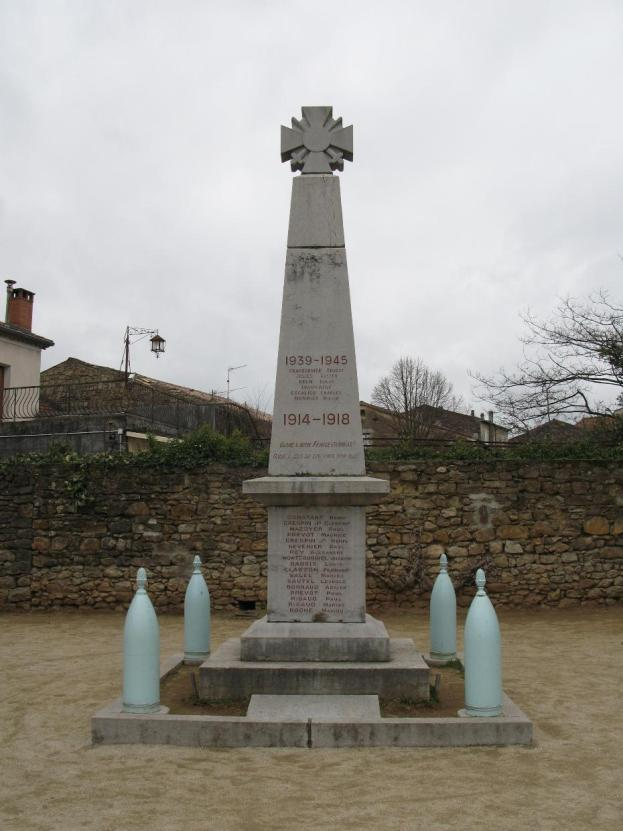
Памятник погибшим в Первой мировой войне
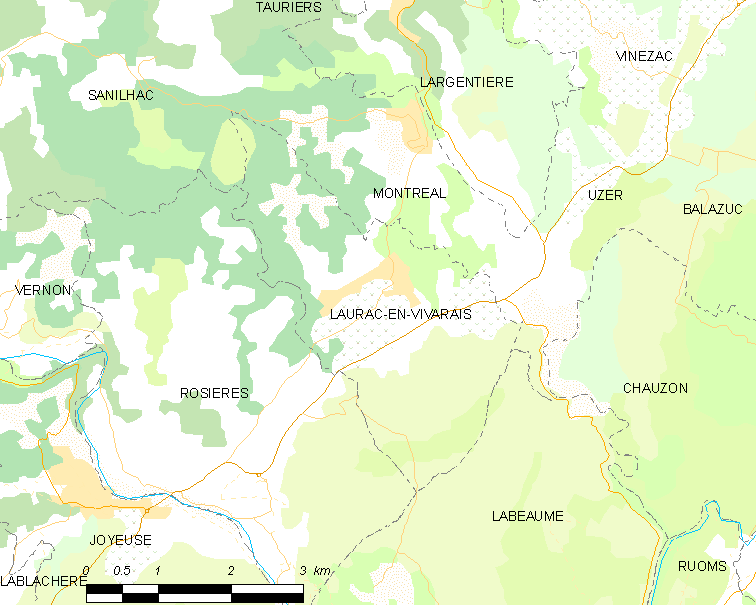
Карта коммуны